# Recherche Assistance Intervention Dissuasion

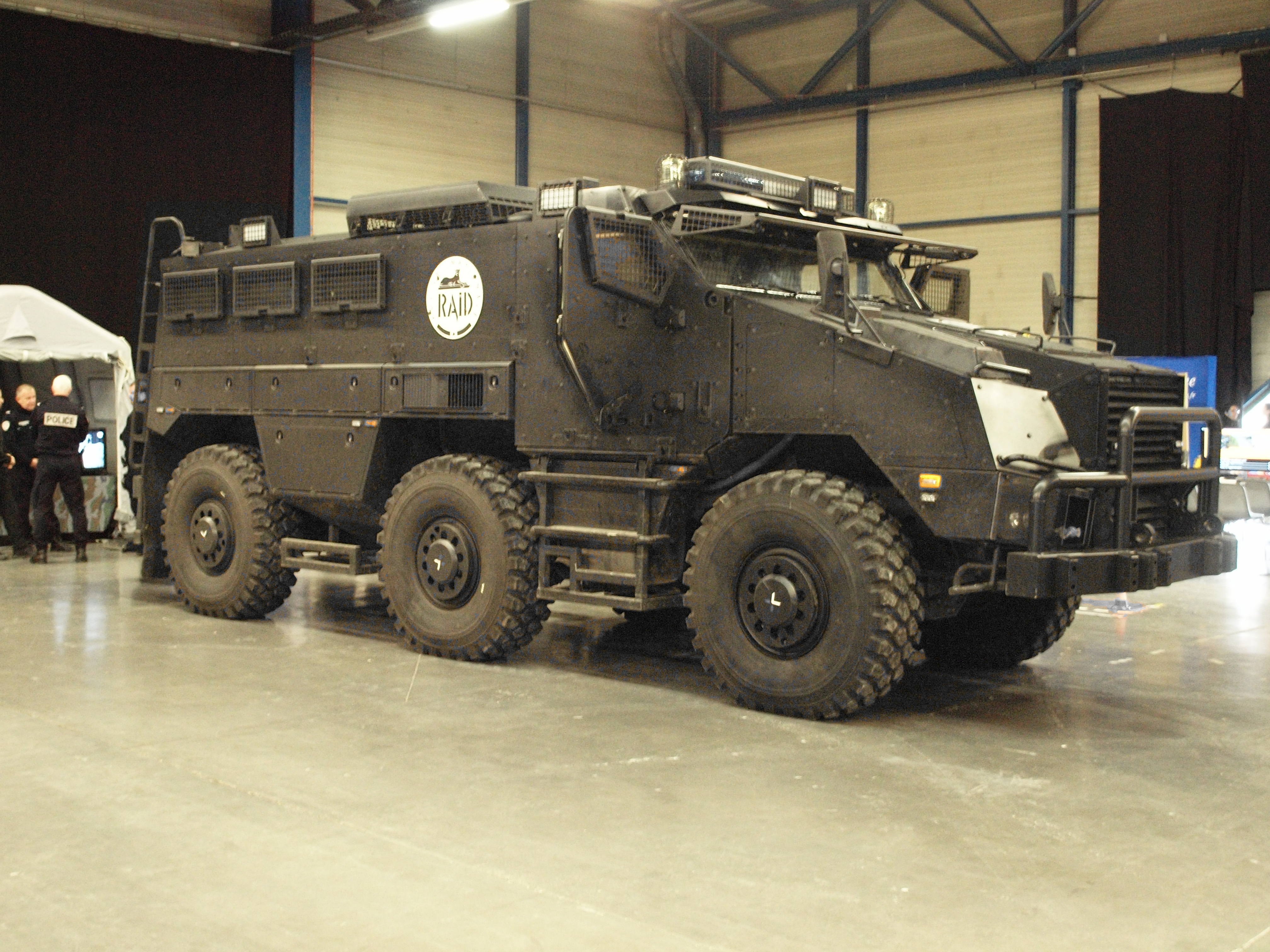
Gepanzertes Einsatzfahrzeug

Die Recherche, Assistance, Intervention, Dissuasion (RAID; deutsch Suche, Unterstützung, Intervention, Abschreckung) ist eine Spezialeinheit der französischen Police nationale zur Bekämpfung des Terrorismus. Die RAID untersteht der Direction Générale de la Police nationale, sie wurde 1985 als Reaktion auf eine Serie von Bombenanschlägen gegründet. Eine Besonderheit bei der RAID ist die Tatsache, dass sich bei ihr nicht nur Polizisten, sondern Personen aus allen Bereichen bewerben können. Die Garnisonsstadt ist Bièvres (Essonne).
Eine ähnliche Einheit bei der Police nationale waren die Groupes d’intervention de la Police nationale (GIPN). Die GIPN-Einheiten in Frankreich wurden 2015 in die RAID überführt, jene in den Übersee-Départements 2019. 
Gegenstück bei der Gendarmerie nationale ist die Groupe d’intervention de la gendarmerie nationale (GIGN). 

## Aufgaben
Die RAID ist für die Sicherheit im Eurotunnel, von Kernkraftwerken, für den Einsatz bei Flugzeugentführungen und Straftaten gegen Züge und andere wichtige öffentliche Einrichtungen zuständig. Ferner übernimmt sie den Schutz offizieller ausländischer Besucher.

## Gliederung
Die RAID hat eine Stärke von etwa 300 Mann. Diese sind in drei Abteilungen eingeteilt:
- Die erste Abteilung hat die Aufgaben jeder anderen Spezialeinheit wie das Einschreiten gegen Gewalttäter sowie die Überwachung und den Schutz anderer Personen.

- Die zweite Abteilung ist für die Entwicklung und Erforschung neuer Techniken und die Sammlung von Informationen zuständig. Sie besteht aus den drei Gruppen Aufklärung, Technik und Waffen.

- Die dritte Abteilung ist für die psychologische Begleitung der Einsätze, wie beispielsweise die Verhandlungsführung, zuständig. Außerdem nimmt sie polizeipsychologische Aufgaben für die gesamte Police nationale wahr. Die Verhandlungsgruppe hat einen Bereitschaftsdienst und nimmt sich zum Beispiel auch Suizidandrohungen, psychischer Krisen, psychisch Kranker und Geiselnahmen an. Sie arbeitet dabei auch unabhängig von den anderen Einheiten der RAID. Sie trifft eine Lageeinschätzung, schlägt Lösungen vor und versucht dann, durch Verhandlungen die Situation zu bereinigen. Beim Einsatz einer Einsatzgruppe der RAID dient sie auch zur Aufklärung. Sie setzt sich aus Psychologen und Ärzten zusammen.

## Einsätze
Die RAID nahm 1987 die Anführer der linksradikalen Terrororganisation Action directe fest.
Den ersten der breiten Öffentlichkeit bekanntgewordenen Einsatz hatte die RAID am 13. Mai 1993, als der geistig verwirrte Érick Schmitt 21 Kinder in einem Kindergarten in Neuilly-sur-Seine in seine Gewalt brachte. Er nannte sich selbst „HB“ (von engl. „Human Bomb“) und führte eine große Menge Sprengstoff mit. Als der Geiselnehmer nach 46 Stunden einschlief, drangen Angehörige der RAID in die Schule ein und befreiten die verbliebenen sechs Geiseln. Der Täter wurde bei dem Versuch, den Sprengstoff zu erreichen, getötet. Die Schüler, ein Lehrer und eine Kinderpflegerin blieben unverletzt.
Ferner wurde die RAID gegen Terroristen der Gruppe Groupe Islamique Armé (GIA) eingesetzt; ebenso bei der Festnahme des korsischen Terroristen Yvan Colonna 2003. Er hatte 1998 einen Anschlag auf den Präfekten Korsikas verübt.
Die RAID wurde auch bei Demonstrationen in den Jahren 2005 und 2006 sowie bei einer Geiselnahme in Versailles eingesetzt. Bei diesem Einsatz wurde der Täter getötet, nachdem er die Beamten angegriffen hatte.
Bei Zugriffen im Zusammenhang mit den Mordanschlägen in Toulouse im Frühjahr 2012 umstellten Angehörige der RAID am frühen Morgen des 21. März 2012 das Wohnhaus eines der Tat dringend Verdächtigen. Gegen Mittag des 22. März 2012 drangen Mitglieder der Spezialeinheit in dessen Wohnung ein. Bei einem Schusswechsel wurden der Mann getötet und zwei Mitglieder der Einheit verletzt. Das Vorgehen der RAID wurde im Nachhinein von Christian Prouteau, dem 1973 für den Aufbau der Spezialeinheit GIGN verantwortlichen Polizisten, kritisiert. Die Aktion sei „ohne präzises taktisches Schema“ verlaufen. Auch ein ehemaliges Mitglied der RAID übte Kritik an der Taktik. Ein ehemaliger Ausbilder der RAID, Bruno Pomart, wies die Vorwürfe zurück.
RAID war auch nach dem Terroranschlag auf das Redaktionsbüro von Charlie Hebdo am 7. Januar 2015 in Paris im Einsatz. Die RAID stürmte am 9. Januar 2015 einen koscheren Supermarkt an der Porte de Vincennes, wo der Terrorist Coulibaly mehrere Geiseln genommen hatte. Als die Polizei in den Supermarkt eindringen wollte, positionierten sich die Elitepolizisten an den beiden Seiten eines Tores, welches geöffnet wurde. Als das Tor offen war, rannte Coulibaly zwischen den überraschten Polizisten hindurch ins Freie und erlitt 60 Treffer im Kreuzfeuer der Sondereinheit, das auch drei beteiligte Polizisten verletzte. Er selber verstarb auf der Straße. Die Szene wurde von einem Anwohner gefilmt und im Internet veröffentlicht.
Die RAID wurde auch bei den Terroranschlägen in Paris am 13. November 2015 unter anderem im Zusammenhang mit einer Geiselnahme in der Bataclan-Konzerthalle eingesetzt.
Am 28. Dezember 2016 teilte die französische Polizei einen Einsatz der RAID-Kräfte gegen 2 Verdächtige in Toulouse und gleichzeitig gegen einen Mann im nahegelegenen Cugnaux mit; alle Festgenommenen sollen für den Neujahrstag 2017 Anschläge vorbereitet haben.